# سانت بولس (كارولاينا الشمالية)
سانت بولس (بالإنجليزية: St. Pauls town, North Carolina)‏ هي بلدة تقع بولاية كارولاينا الشمالية في الولايات المتحدة. تبلغ مساحتها 3.92 كم2، وترتفع عن سطح البحر 50 م، بلغ عدد سكانها 2,035 نسمة في عام 2010 حسب إحصاء مكتب تعداد الولايات المتحدة وتصل الكثافة السكانية فيها 519.1 نسمة لكل كيلومتر مربع (1,344.5/ميل2).

## التركيبة السكانية
حدّد مكتب تعداد الولايات المتحدة بيانات التركيبة السكانية لسانت بولس في تعداد الولايات المتحدة. في ما يلي، التركيبة السكانية حسب تعدادي 2000 و2010.

### تعداد عام 2000
بلغ عدد سكان سانت بولس 2,137 نسمة بحسب تعداد عام 2000، وبلغ عدد الأسر 859 أسرة وعدد العائلات 571 عائلة مقيمة في البلدة. في حين سجلت الكثافة السكانية 545.2 نسمة لكل كيلومتر مربع (1,412.1/ميل2). وبلغ عدد الوحدات السكنية 935 وحدة بمتوسط كثافة قدره 238.5 لكل كيلومتر مربع (617.7/ميل2).
وتوزع التركيب العرقي للبلدة بنسبة 60.46% من البيض و25.32% من الأمريكيين الأفارقة و3.56% من الأمريكيين الأصليين و0.37% من الأمريكيين ذوي الأصول الآسيوية و0.05% من سكان جزر المحيط الهادئ و8.14% من الأعراق الأخرى و2.11% من عرقين مختلطين أو أكثر و14.74% من الهسبانيون أو اللاتينيون من أي عرق.
بلغ عدد الأسر 859 أسرة كانت نسبة 36.6% منها لديها أطفال تحت سن الثامنة عشر تعيش معهم، وبلغت نسبة الأزواج القاطنين مع بعضهم البعض 41.9% من أصل المجموع الكلي للأسر، ونسبة 17.5% من الأسر كان لديها معيلات من الإناث دون وجود شريك، بينما كانت نسبة 7.1% من الأسر لديها معيلون من الذكور دون وجود شريكة وكانت نسبة 33.5% من غير العائلات. تألفت نسبة 30.8% من أصل جميع الأسر من عدة أفراد يعيشون في نفس المنزل ونسبة 14.7% كانت تتألف من شخص يعيش بمفرده يبلغ من العمر 65 عاماً أو أكثر. وبلغ متوسط حجم الأسرة المعيشية 2.49، أما متوسط حجم العائلات فبلغ 3.02.
بلغ العمر الوسطي للسكان 34.8 عاماً. وكانت نسبة 25.8% من القاطنين تحت سن الثامنة عشر، وكانت نسبة 10.7% بين الثامنة عشر والرابعة والعشرين عاماً، ونسبة 28.1% كانت واقعةً في الفئة العمرية ما بين الخامسة والعشرين والرابعة والأربعين عاماً، ونسبة 21.8% كانت ما بين الخامسة والأربعين والرابعة والستين، ونسبة 13.7% كانت ضمن فئة الخامسة والستين عاماً فما فوق. يوجد لكل 100 أنثى 94.8 ذكر، ويوجد لكل 100 أنثى في الثامنة عشر من عمرها فما فوق 89.7 ذكر.
بلغ متوسط دخل الأسرة في البلدة 22,347 دولارًا، أما متوسط دخل العائلة فبلغ 27,708 دولارًا. وكان متوسط دخل الذكور 27,218 دولارًا مقابل 20,750 دولارًا للإناث. وسجل دخل الفرد الخاص بالبلدة 12,520 دولارًا. وكانت نسبة 17.2% من العائلات ونسبة 22.8% من السكان تحت خط الفقر، وكان من هؤلاء نسبة 26.4% تحت سن الثامنة عشر ونسبة 24.9% في الخامسة والستين من العمر وما فوق.

### تعداد عام 2010
بلغ عدد سكان سانت بولس 2,035 نسمة بحسب تعداد عام 2010، وبلغ عدد الأسر 798 أسرة وعدد العائلات 534 عائلة مقيمة في البلدة. في حين سجلت الكثافة السكانية 519.1 نسمة لكل كيلومتر مربع (1,344.5/ميل2). وبلغ عدد الوحدات السكنية 865 وحدة بمتوسط كثافة قدره 220.7 لكل كيلومتر مربع (571.6/ميل2).
وتوزع التركيب العرقي للبلدة بنسبة 53.71% من البيض و19.12% من الأمريكيين الأفارقة و5.85% من الأمريكيين الأصليين و0.20% من الأمريكيين ذوي الأصول الآسيوية و0.10% من سكان جزر المحيط الهادئ و17.64% من الأعراق الأخرى و3.39% من عرقين مختلطين أو أكثر و25.11% من الهسبانيون أو اللاتينيون من أي عرق.
بلغ عدد الأسر 798 أسرة كانت نسبة 32.7% منها لديها أطفال تحت سن الثامنة عشر تعيش معهم، وبلغت نسبة الأزواج القاطنين مع بعضهم البعض 40.1% من أصل المجموع الكلي للأسر، ونسبة 19.7% من الأسر كان لديها معيلات من الإناث دون وجود شريك، بينما كانت نسبة 7.1% من الأسر لديها معيلون من الذكور دون وجود شريكة وكانت نسبة 33.1% من غير العائلات. تألفت نسبة 29.2% من أصل جميع الأسر من عدة أفراد يعيشون في نفس المنزل ونسبة 11.3% كانت تتألف من شخص يعيش بمفرده يبلغ من العمر 65 عاماً أو أكثر. وبلغ متوسط حجم الأسرة المعيشية 2.55، أما متوسط حجم العائلات فبلغ 3.06.
بلغ العمر الوسطي للسكان 36.7 عاماً. وكانت نسبة 25.4% من القاطنين تحت سن الثامنة عشر، وكانت نسبة 9.8% بين الثامنة عشر والرابعة والعشرين عاماً، ونسبة 25.6% كانت واقعةً في الفئة العمرية ما بين الخامسة والعشرين والرابعة والأربعين عاماً، ونسبة 24.5% كانت ما بين الخامسة والأربعين والرابعة والستين، ونسبة 14.7% كانت ضمن فئة الخامسة والستين عاماً فما فوق. وتوزع التركيب الجنسي للسكان بنسبة 50.4% ذكور و49.6% إناث.

## وصلات خارجية
- الموقع الرسمي